# Dominique de La Rochefoucauld
Dominique de La Rochefoucauld (Saint-Chély-d'Apcher, 26 settembre 1712 – Münster, 22 settembre 1800) è stato un cardinale, arcivescovo cattolico e abate francese, nominato cardinale da papa Pio VI.
Era figlio di Jean-Antoine de La Rochefoucauld, signore di Saint-Ilpize de Cusson e Rochegonde, e di Marie-Madeleine de la Champ.
Proveniente da un ramo minore e più povero del casato dei La Rochefoucauld, ottenne la protezione del cardinale Frédéric-Jérôme de La Rochefoucauld, per intercessione del vescovo di Mende, Gabriel-Florent de Choiseul-Beaupré, che l'incontrò nel villaggio di Saint-Hilaire.

## Biografia
Studiò presso il seminario di Clermont e poi presso quello di Saint-Sulpice, ove ottenne un diploma in teologia. Fu ordinato prete a Parigi. Il cardinale La Rochefoucauld lo nominò vicario generale dell'arcidiocesi di Bourges.

### Arcivescovo di Albi e poi di Rouen
Il 1º maggio 1747 il re di Francia Luigi XV lo nominò arcivescovo di Albi. Il 29 giugno dello stesso anno ricevette la consacrazione episcopale.
Divenne membro dell'Assemblea del Clero dal 1750 al 1755. Ricevette la nomina ad abate commendatario dell'Abbazia di Cluny nel 1757, succedendo al suo cardinale protettore.
Il 30 aprile 1759 rassegnò le sue dimissioni come arcivescovo di Albi ed il 2 giugno del medesimo anno fu nominato arcivescovo di Rouen

### Cardinalato
Dietro sollecitazione del re Luigi XVI venne nominato cardinale-presbitero da papa Pio VI nel concistoro del 1º giugno 1778, ma non ricevette mai un titolo cardinalizio né si recò mai a Roma per ricevere la berretta cardinalizia.
Nel 1780 fu nominato abate commendatario dell'Abbazia della Trinità di Fécamp. Nello stesso anno gli venne conferito il titolo di Commendatore dell'Ordine dello Spirito Santo. Presiedette l'Assemblea del Clero nel 1780 e nel 1782.

### Durante la Rivoluzione
Il clero del baliato di Rouen inviò Dominique de La Rochefoucault come deputato agli Stati Generali del 1789. In quanto presidente della Camera del clero, egli respinse tutte le misure rivoluzionarie, ma dovette obbedire agli ordini espliciti del re, limitandosi a deporre nell'ufficio dell'Assemblea una protesta elencate tutti i diritti del suo ordine.
Difensore convinto dei principi del clero, egli condusse, nonostante l'età avanzata, una accanita opposizione alla Costituzione. Egli rifiutò il giuramento di fedeltà alla Costituzione civile del clero e venne privato delle sue rendite e dei suoi benefici.
Egli andò in esilio il 10 agosto 1792 e si rifugiò prima a Maastricht poi a Bruxelles. Dal luglio del 1794, risiedette a Münster (Germania).
Ammalatosi nel settembre del 1800, morì a Münster dopo pochi giorni. Le sue esequie, per disposizione del principe-vescovo di Munster, l'arciduca Massimiliano d'Asburgo-Lorena, furono celebrate in pompa magna.
Nell'aprile del 1876 i suoi resti vennero traslati a Rouen ed inumati nella cripta degli arcivescovi della Cattedrale di Rouen.

## Conclavi
Durante il cardinalato di Dominique de La Rochefoucauld ebbe luogo un solo conclave: quello del 1799/1800, che elesse papa Pio VII, al quale egli non prese parte.

## Genealogia episcopale e successione apostolica
La genealogia episcopale è:
- Arcivescovo Filippo Archinto
- Papa Pio IV
- Cardinale Giovanni Antonio Serbelloni
- Cardinale Carlo Borromeo
- Cardinale Gabriele Paleotti
- Cardinale Ludovico de Torres
- Cardinale Guido Bentivoglio d'Aragona
- Arcivescovo Claude de Rebé
- Arcivescovo Pierre de Marca
- Arcivescovo Jean de Montpezat de Carbon
- Vescovo François Bouthillier de Chavigny
- Vescovo Gabriel-Florent de Choiseul-Beaupré
- Cardinale Dominique de La Rochefoucauld

La successione apostolica è:
- Vescovo Marc-Antoine de Noé (1763)
- Vescovo Michel-François de Couët du Vivier de Lorry (1764)
- Arcivescovo Jean Auguste de Chastenet de Puységur (1775)
- Vescovo Dominique de Lastic Fournels (1780)
- Vescovo Henri-Charles du Lau d'Allemans (1789)